# Waldkirchen

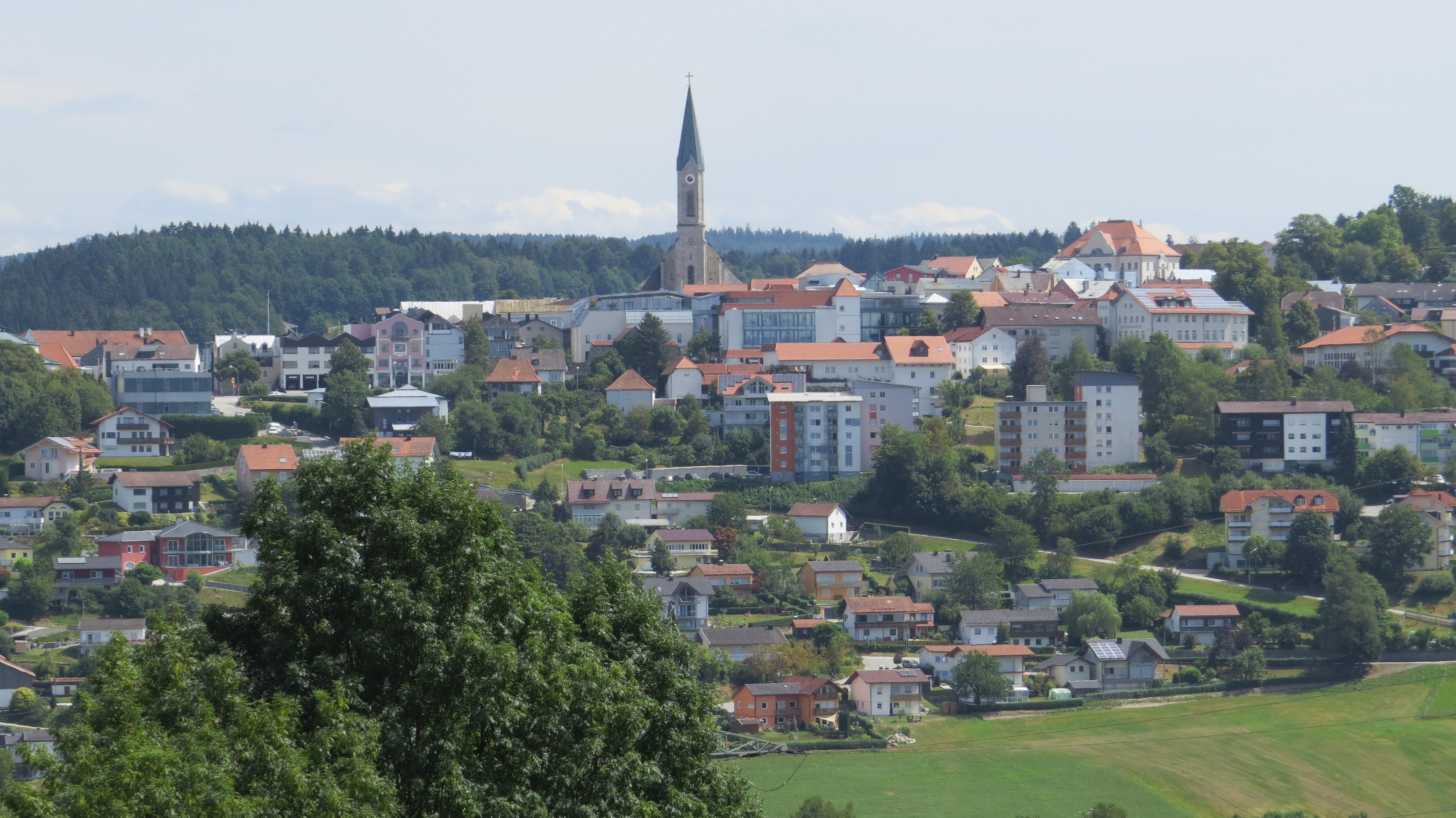
Waldkirchen von Westen

Waldkirchen liegt an einem Goldenen Steig und ist die einwohnerstärkste und jüngste Stadt im niederbayerischen Landkreis Freyung-Grafenau. Die Erhebung zur Stadt erfolgte 1972.

## Geografie

### Lage
Waldkirchen ist eine der östlichsten Städte Bayerns. Die Stadt liegt zwischen der Dreiflüssestadt Passau und dem Nationalpark Bayerischer Wald.

### Gemeindegliederung
Es gibt 67 Gemeindeteile:
- Appmannsberg
- Atzesberg
- Auerbach
- Bernhardsberg
- Böhmzwiesel
- Breinhof
- Buchmühle
- Dickenbüchel
- Dorn
- Edelmühle
- Edwaidl
- Ensmannsreut
- Erlauzwiesel
- Frischeck
- Gaisberg
- Geiermühle
- Großwies
- Hauzenberg
- Hochreut
- Höhenberg
- Holzfreyung
- Höpplhof
- Kanau
- Karlsbach
- Karlsbachmühle
- Kühn
- Lämmersreut
- Manzing
- Mayersäge
- Mitterleinbach
- Neidlingerberg
- Oberfrauenwald
- Oberhöhenstetten
- Oberleinbach
- Oberndorf
- Ödhof
- Pfeffermühle
- Pilgramsberg
- Pollmannsdorf
- Raffelsberg
- Randlsäge
- Ratzing
- Reut
- Reutmühle
- Richardsreut
- Rohrwies
- Saßbach
- Saßbachmühle
- Sattlmühle
- Saußmühle
- Schauerbach
- Schlößbach
- Sickling
- Solla
- Stadl
- Stelzermühle
- Stierberg
- Stocking
- Traxing
- Unholdenberg
- Unterhöhenstetten
- Waldkirchen
- Weid
- Werenain
- Wotzmannsreut
- Zimmermandling

## Geschichte

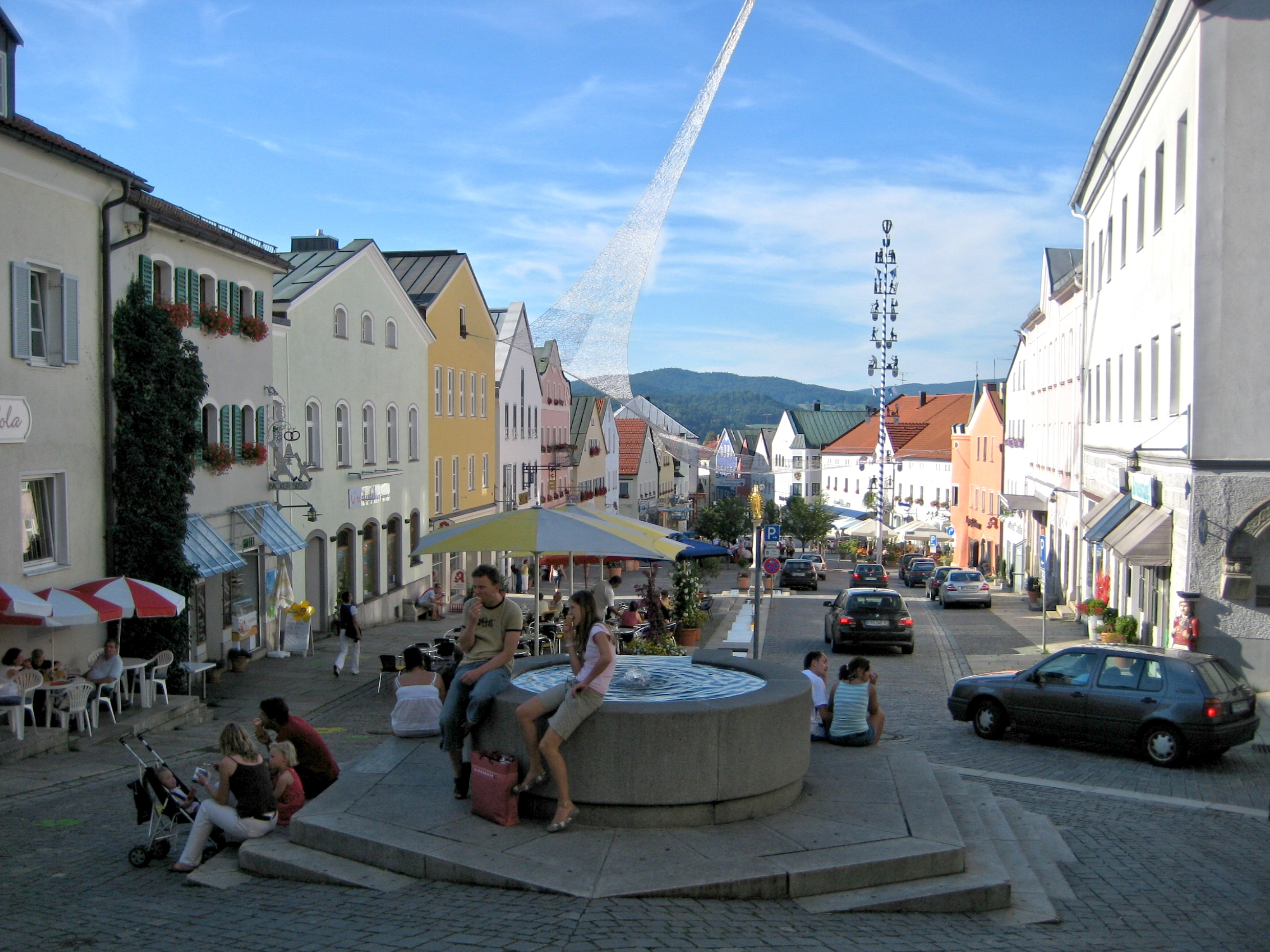
Marktplatz von Waldkirchen

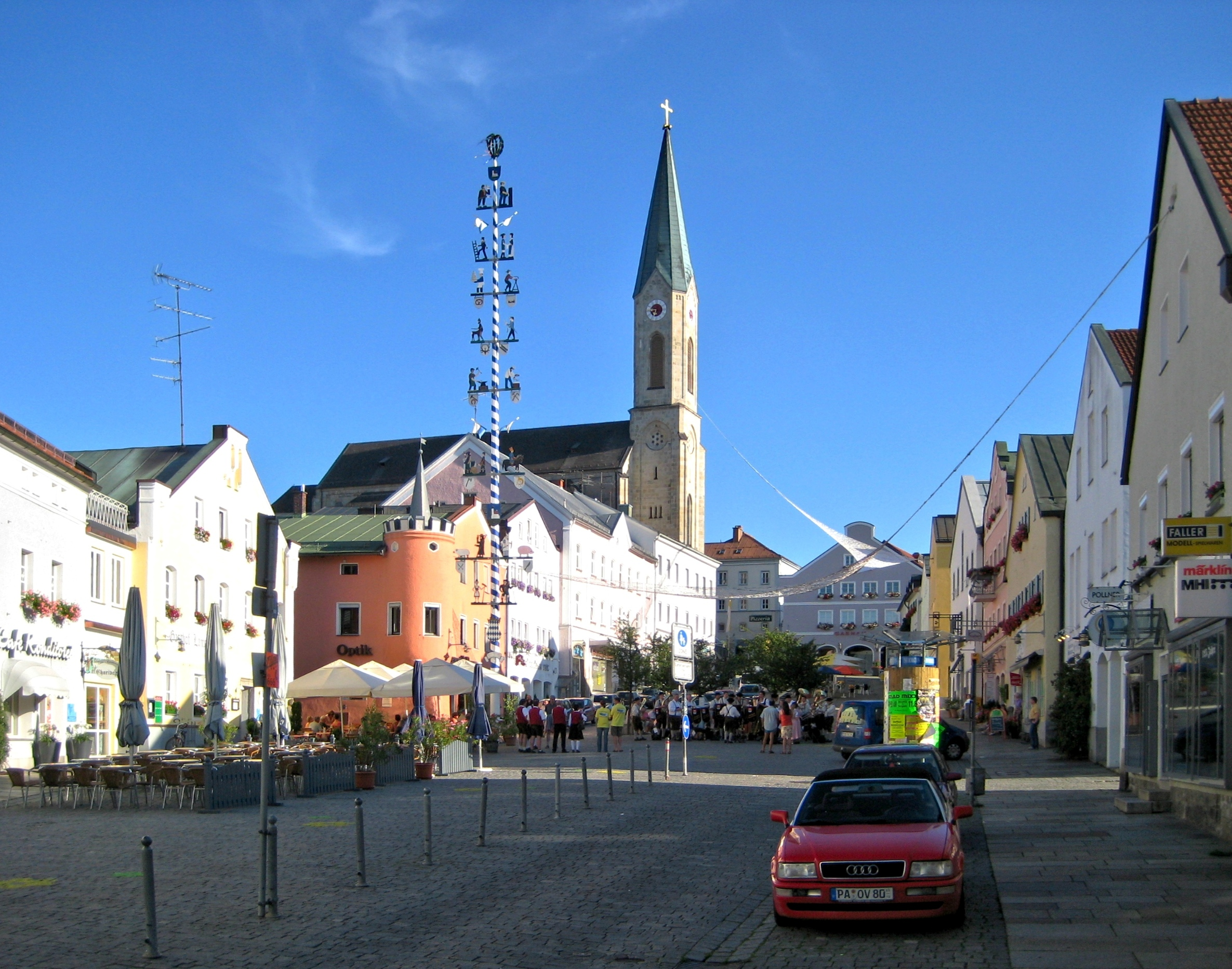
Marktplatz und Stadtpfarrkirche

### Bis zum 18. Jahrhundert
Einem Goldenen Steig in Richtung Böhmen verdankt der Markt Waldkirchen seine Entstehung, die wohl an die Jahrtausendwende zurückreicht. Eine Reiseabrechnung von 1203 eines Pfarrers in oder von einer „Kirche im Wald“ lässt erstmals auf Waldkirchen schließen. Der Überlieferung nach erhielt Waldkirchen 1285 das Marktrecht.
Der Passauer Fürstbischof Bernhard von Prambach bestätigte im Jahr 1300 das Marktrecht, die alleinige Salzniederlage im Passauer Abteiland und den Straßenzwang, doch gelang es den Waldkirchnern später nicht, die Rechte für den damals einträglichen Salzhandel zu verteidigen. Das Marktrecht galt bis 1806.
1458 wurde Waldkirchen vom böhmischen Heer unter Kaplirz de Sulewicz mit einer Brandschatzung bedroht. Der Passauer Bischof Ulrich von Nußdorf ließ daraufhin um 1460 eine Ringmauer mit zehn Türmen und zwei Torbauten errichten. Auf der ältesten Ansicht von Waldkirchen aus dem Jahr 1720 von Joseph Haas ist die Mauer noch vollständig vorhanden, einige Reste der Befestigung sind bis heute erhalten, andere Teile wurden zum großen Teil zur Aufwertung des Tourismus rekonstruiert.
Der Ort wurde 1803 mit dem größten Teil des Hochstiftsgebietes zugunsten des Großherzogs Ferdinand von Toskana säkularisiert und fiel erst 1805 an Bayern. Im Zuge der Verwaltungsreformen in Bayern entstand mit dem Gemeindeedikt von 1818 die heutige Gemeinde.

### Brände
In seiner Geschichte suchten 1492 bis 1945 sechs verheerende Brände Waldkirchen heim. Der Brand von 1862 vernichtete 140 Häuser. Der letzte Brand ereignete sich nach Beschuss durch amerikanische Truppen in den letzten Kriegstagen am 26. April 1945. Dabei wurden acht Menschen getötet, 48 Wohnhäuser und die Kirche zerstört sowie 120 Familien obdachlos.

### Stadt
Am 16. September 1972 wurde der Markt Waldkirchen zur Stadt erhoben.

### Eingemeindungen
Am 1. Januar 1968 wurde die Gemeinde Oberfrauenwald eingegliedert. Am 1. Juli 1970 kamen die Gemeinden Ratzing und Schiefweg hinzu, Unterhöhenstetten folgte am 1. April 1971. Am 1. Januar 1978 kamen noch Böhmzwiesel mit einem Teil der 1946 aufgelösten Gemeinde Stadl und die Gemeinde Karlsbach hinzu.

### Einwohnerentwicklung
Waldkirchen in den damaligen Grenzen
- 1939: 1.926 Einwohner
- 1950: 2.647 Einwohner
- 1970: 3.099 Einwohner

Waldkirchen in der heutigen Ausdehnung
- 1961: 05.764 Einwohner
- 1970: 06.391 Einwohner
- 1991: 09.943 Einwohner
- 1995: 10.468 Einwohner
- 2005: 10.603 Einwohner
- 2010: 10.481 Einwohner
- 2015: 10.283 Einwohner
- 2016: 10.384 Einwohner
- 2020: 10.721 Einwohner
- 2022: 11.014 Einwohner
- 2023: 11.271 Einwohner[9]

## Religion
88 % der Einwohner sind römisch-katholisch, weitere 6 % evangelisch, 0,3 % altkatholisch, der Rest bekennt sich zu anderen Religionsgemeinschaften oder gehört keiner Glaubensgemeinschaft an. Im Umkreis der Stadt gibt es neben den Kirchen der verschiedenen Pfarreien auch noch zahlreiche Flurkapellen, Bildstöcke und Wegkreuze.

## Politik

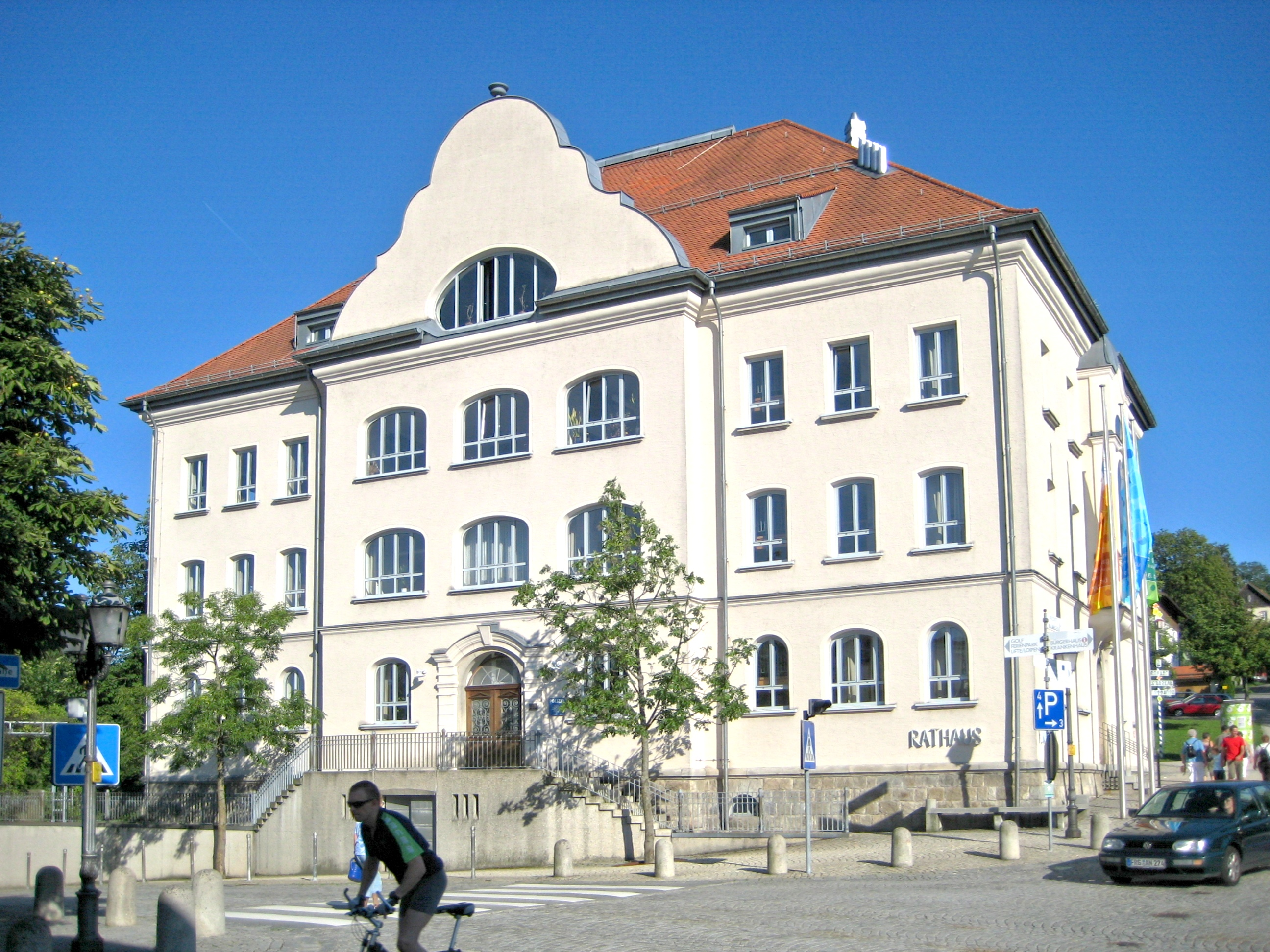
Rathaus Waldkirchen

### Stadtrat
| Gruppierung | Stimmen | Sitze |
| ----------- | ------- | ----- |
| UCW-FW      | 38,52 % | 9     |
| CSU         | 27,98 % | 7     |
| BP          | 13,22 % | 3     |
| SPD         | 9,43 %  | 2     |
| Grüne       | 6,22 %  | 2     |
| ÖDP         | 4,63 %  | 1     |

| Gruppierung | Stimmen | Sitze |
| ----------- | ------- | ----- |
| CSU         | 34,95 % | 8     |
| UCW         | 26,55 % | 6     |
| BP          | 15,15 % | 4     |
| SPD         | 10,55 % | 2     |
| ÖDP         | 5,17 %  | 1     |
| JWU         | 7,63 %  | 2     |

Anfang Mai 2021 trat ein Stadtrat aus der CSU aus und gehört jetzt als Fraktionsloser dem Stadtrat an.

### Bürgermeister
- 1. Bürgermeister: Heinz Pollak, UCW FW
- 2. Bürgermeister: Christian Zarda, UCW FW
- 3. Bürgermeister: Hans Kapfer, BP

### Wappen
|  | Blasonierung: „In Blau auf grünem Boden in Seitenansicht eine silberne Kirche mit grün gedecktem Zwiebelturm und rotem Dach; rechts davor stehend ein grüner Nadelbaum.“ |
|  | |

### Städtepartnerschaften
- Italien: Serrara Fontana
- Tschechien: Volary, früher Wallern im Böhmerwald
- Tschechien: Prachatice, deutsch Prachatitz
- Deutschland: Landshut in Niederbayern, Patenstadt zur Stadterhebung 1972[13]

### ILE Abteiland
Die Gemeinde ist Mitglied der im April 2011 von 11 Kommunen gegründeten Arbeitsgemeinschaft „Integrierte Ländliche Entwicklung Abteiland“ (ILE Abteiland), deren Motto es ist, den Natur-, Kultur- und Wirtschaftsraum Abteiland als lebenswerte Heimat zu erhalten und zu gestalten.

## Kultur und Sehenswürdigkeiten

### Museen
- Museum Goldener Steig
- Museum im Emerenz Meier Haus, Schiefweg
- Haus der Natur, Kultur, Kunst und Jugend (HNKKJ) in der ehemaligen Kittlsäge am Marktmühlenweg in Waldkirchen
- Kunstraum Jahnstrasse

### Bauwerke
- Stadtpfarrkirche St. Peter und Paul, errichtet von 1857 bis 1861 nach Plänen von Leonhard Schmidtner. Der als „Dom des Bayerischen Waldes“ bezeichnete dreischiffige neugotische Pfeilerbau wurde im Zweiten Weltkrieg schwer beschädigt und danach wiederhergestellt.
- Nebenkirche St. Karl Borromäus (Karoli-Kapelle), um 1665 erbaut, 1756 umgestaltet. Die Ausstattung ist barock, auf den restaurierten Deckenfresken wird die Vita des hl. Karl Borromäus dargestellt.
- Die evangelisch-lutherische Erlöserkirche wurde 1955 in der Nähe der Stadtpfarrkirche erbaut.

- Der historische Marktplatz mit seinen mittelalterlichen Hausfassaden und den steinernen Radabweisern ist die geeignete Kulisse für Feste aller Art
- Die Aussegnungshalle in Waldkirchen am Friedhof ist eine Stätte des Abschied und der Trauer.
- Das Bodendenkmal Goldener Steig Waldkirchen erinnert an das 1000-jährige Jubiläum des Goldenen Steigs.
- Die Zwieselholzkapelle aus dem Jahr 1830 steht am Fuß des Karoliberges.
- Entlang des „Grüß-Gott“-Weges befinden sich viele Sehenswürdigkeiten wie die Gedenksäule für Maria Schmid, das Normanndenkmal und das Mahnmal der Jagdgenossenschaft Waldkirchen/Oberfrauenwald.
- An der nördlichen Seite des sog. Saußwalds, hoch über der Saußbachklamm befindet sich auf einer Steinsäule das Bildnis der „Maria vom Guten Rat“.

### Parks
- Stadtpark. Vom 29. Juni bis 2. September 2007 war Waldkirchen Ausrichter der Gartenschau „Natur in Waldkirchen“. Die Veranstaltung wurde zur bisher erfolgreichsten „kleinen“ Landesgartenschau Bayerns seit Bestehen der Veranstaltungsreihe.

### Freizeit und Tourismus
- Im September 1973 erfolgte in Waldkirchen-Dorn der erste Spatenstich zur ersten öffentlichen Golfanlage der Bundesrepublik. Im Herbst 1975 konnte die etwa 3 Kilometer östlich von Waldkirchen gelegene 9-Loch-Anlage mit einer Fläche von über 25 Hektar eröffnet werden. 1997 und 1998 wurde der Platz nach den Plänen des Architekten Keith Preston um die 18-Loch-Turnieranlage in Poppenreut erweitert, so dass jetzt eine etwa 90 Hektar umfassende Anlage vorhanden ist.
- 2,5 Kilometer östlich von Waldkirchen liegt der Kurpark Erlauzwieseler See. Dort befinden sich ein Kurpavillon mit Seebühne sowie weitere Sehenswürdigkeiten. Im See sind verschiedene Arten von Wassersport möglich.
- Der Kletterwald Waldkirchen wird von Einheimischen und Touristen gerne besucht.
- großer Bewegungsparcours (seit 2014) am Kurpark Erlauzwieseler See
- Kneipp-Anlage am See
- Gäste- und Bürgerhaus mit Veranstaltungssaal und Konferenzräumen für Tagungen
- Karoli-Badepark mit Hallenbad, Sauna, Freibad, 100 Meter Rutsche und Mediterraneum
- Eishalle am Karoli Berg
- Diskothek Lobo
- Stadtpark mit neu errichteter Stadtparkbühne im Jahre 2016
- Zauberwald am Karoli
- Saußbachklamm südlich von Waldkirchen
- Skilift am Oberfrauenwald
- mehr als 100 Kilometer Rad- und Wanderwege
- Aussichtsturm am Oberfrauenwald
- mehrere Tennisplätze
- Minigolf-Anlage

### Sport
Der ESV Waldkirchen ist ein Eishockeyverein (die Karoli Crocodiles), der 1999 anstelle der aufgelösten Eishockeyabteilung des TSV Waldkirchen den Spielbetrieb aufnahm, und gehört unter den Sportvereinen zu den Aushängeschildern der Stadt. Er nimmt am Spielbetrieb des BEV teil, wobei er seine Heimspiele in der Eissporthalle Karoli austrägt. Ab der Saison 2018/19 spielen die Crocodiles in der Bayerischen Landesliga (5. Liga).
Den größten Erfolg der Vereinsgeschichte erreichte der ESV 2011 nach der Bayerischen Landesliga-Vizemeisterschaft, als er sich für die viertklassige Regionalliga (BYL) qualifizierte. Der ESVW konnte sein Aufstiegsrecht nicht wahrnehmen und spielte deshalb in der Folgesaison weiter in der BLL. Weitere Erfolge waren die viermalige Meisterschaft der Bayerischen-Bezirksliga Ost bzw. Nord und die zweimalige Meisterschaft der Bayerischen-Landesliga Ost 1995 und N/O 2011.
Der TSV Waldkirchen umfasst mehrere aktive Abteilungen, z. B. für Fußball oder Volleyball. Die Gewichtheber des TSV gewannen 2020 die Bayernliga und stiegen in die 2. Bundesliga auf.

### Regelmäßige Veranstaltungen
- 5. Januar: Rauhnacht
- Foodtruck-Festival im Mai (seit 2016)
- Juni: Bürgerfestival
- Juni: Ringmauerfest
- Juli/August: Volksfest
- Juli–September: Blasmusiksommer (seit 2015)
- Dorfmarkt Schiefweg
- Picknick im Park
- Wolfsteiner Herbst
- Herbstmarkt
- Ostermarkt
- Weihnachtsmärkte in den Dörfern der Stadt und auf dem Marktplatz

## Wirtschaft und Infrastruktur

### Verkehr
Waldkirchen ist über einen Autobahnzubringer (Staatsstraße 2131) (zwischen Aicha vorm Wald und Hutthurm) sowie ab Röhrnbach über die B 12 an die A 3 angeschlossen. Eine Staatsstraße – die alte WOS 1 – verbindet Waldkirchen mit Freyung. Außerdem ist Passau über die B 12 nach 30 Kilometern zu erreichen.
1892 nahmen die Königlich Bayerischen Staatseisenbahnen die Bahnstrecke Passau–Freyung, an der sich etwas außerhalb im Stadtteil Richardsreut der Bahnhof Waldkirchen (Niederbay) befindet. Ab 1910 zweigte am Bahnhof Waldkirchen die Bahnstrecke Waldkirchen–Haidmühle ab, die eine Direktverbindung von Passau nach Budweis in Böhmen herstellte. Bis 1995 wurde die Strecke nach Haidmühle stillgelegt und danach zum Adalbert-Stifter-Geh- und Radwanderweg umfunktioniert. Das im neohistoristischen Stil errichtete Empfangsgebäude des Bahnhofs Waldkirchen steht heute unter Denkmalschutz.
Nachdem die Bahnstrecke Passau–Freyung vom August 2002 an nicht mehr befahrbar war, wurde sie am 1. April 2005 stillgelegt. Diese Stilllegung dauerte bis August 2009, als die Ilztalbahn GmbH, unterstützt durch den Förderverein Ilztalbahn e. V., mit der Reaktivierung der Strecke begann. Seit dem 12. September 2010 ist die Teilstrecke Waldkirchen–Freyung wieder in Betrieb, und seit dem 16. Juli 2011 ist auch der Abschnitt Waldkirchen–Passau für den öffentlichen Verkehr freigegeben. Seitdem wird im Rahmen des Freizeitverkehrsprojektes Donau-Ilz-Moldau wieder an Samstagen, Sonntagen und Feiertagen im Sommerhalbjahr und zu Sonderfahrten ganzjährig Zugverkehr durchgeführt.
Daneben hat Waldkirchen einen Busbahnhof unweit des Ortskerns. Hier fahren die Stadtbuslinien sowie die Busse der RBO, die die Stadt an das Nahverkehrssystem des bayerischen Waldes anschließen.

### Wirtschaft

#### Unternehmen

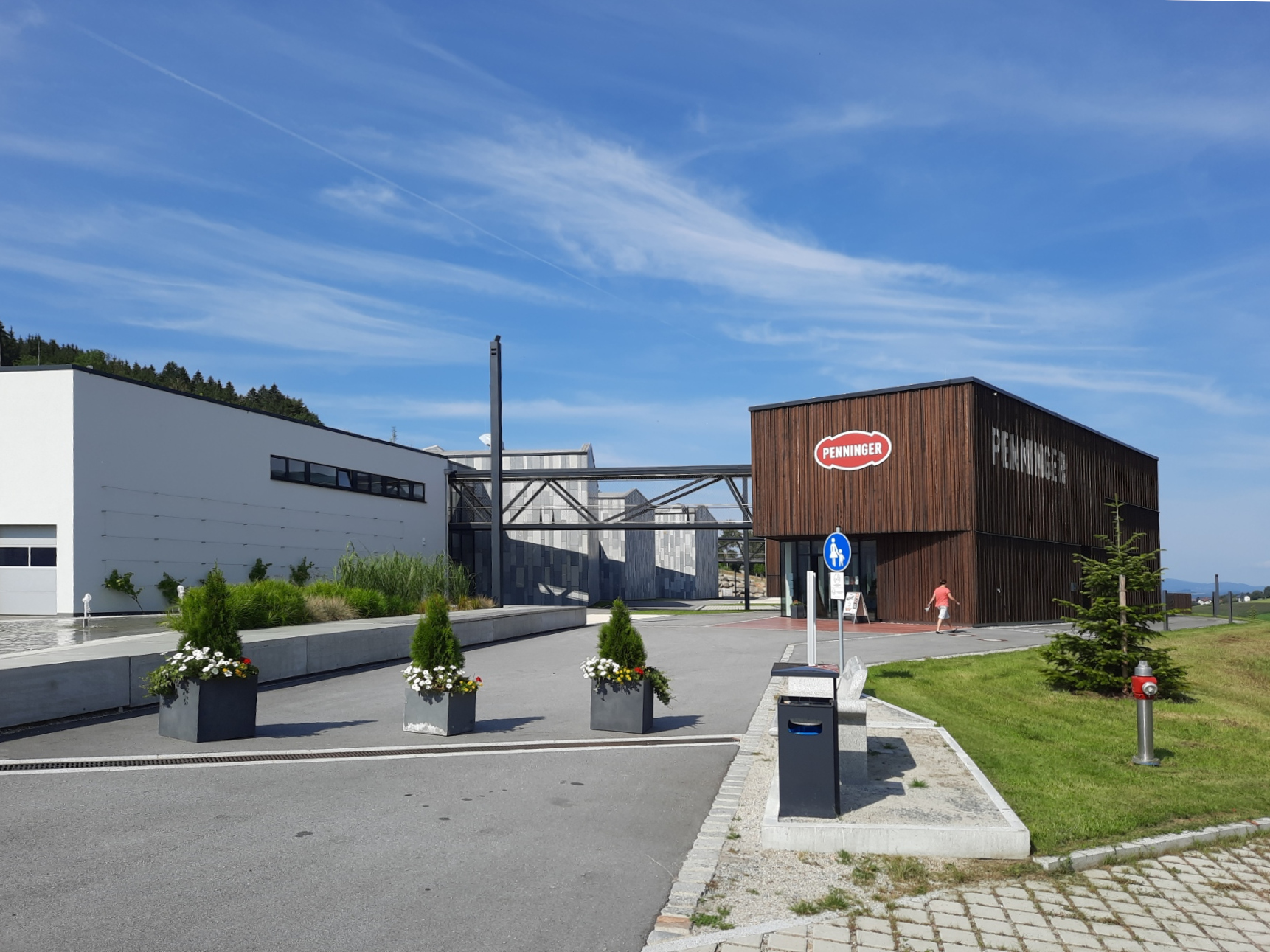
Firmenstammsitz und Besucherzentrum der Alten Hausbrennerei Penninger in Waldkirchen (2021)

Zu den wichtigsten Arbeitgebern zählen das Modehaus Garhammer, der Werkzeughersteller Gedore, der in Waldkirchen ein Zweigwerk hat und der Spirituosenhersteller Alte Hausbrennerei Penninger.

### Öffentliche Einrichtungen
Die Kliniken des Landkreises Freyung-Grafenau gGmbH betreibt neben Krankenhäusern in Freyung und Grafenau seit Ende 2018 nur noch ein Medizinisches Versorgungszentrum in Waldkirchen.

### Bildung und Forschung
Kindergärten
- St. Peter, Waldkirchen
- Waldkindergarten „Die Waldbachkinder“, Waldkirchen-Fischerhäusl
- Waldkindergarten im RSC-Gebäude
- Waldkindergarten an der Augenweide
- Waldkindergarten Dorn
- Arche Noah, Böhmzwiesel
- St. Paul, Holzfreyung
- St. Josef, Karlsbach

Grundschulen
- Maria-Ward-Grundschule Waldkirchen
- Grundschule Böhmzwiesel
- Grundschule Karlsbach
- Grundschule Holzfreyung
- Förderschule im Erlenhain

Weiterführende Schulen
- Emerenz-Meier-Mittelschule Waldkirchen
- Berufsschule Waldkirchen
- Fachoberschule und Berufsoberschule Waldkirchen
- Johannes-Gutenberg-Gymnasium

## Persönlichkeiten

### Söhne und Töchter der Stadt
- Ludwig Liebl (1874–1940), nationalsozialistischer Ärztefunktionär und Zeitungsverleger, Ehrenbürger
- Emerenz Meier (1874–1928), Volksdichterin
- Svatava Ohme-Fiedler (1921–2010), Kunstmalerin
- Assumpta Schenkl (1924–2009), Äbtissin
- Heinrich Schmidhuber (1936–2023), ehem. Bürgermeister, Landtagsabgeordneter, Präsident des bayer. Sparkassen- und Giroverbandes, DFB Schatzmeister, Ehrenbürger
- Nicolaus A. Huber (* 1939), Professor, Komponist
- Jutta Graf (1954–2021), von 2003 bis 2012 Leiterin des Standorts Oberpfaffenhofen des Deutschen Zentrums für Luft- und Raumfahrt
- Richard Geier (* 1961), römisch-katholischer Priester, Pastoraldienst-Leiter der Abteilung der Diözese Eisenstadt
- Reinhard Mixl (* 1961), Politiker (AfD)
- Andrea Holzner (* 1964), österreichische Politikerin (ÖVP)
- Stefan Binder (* 1978), Fußballspieler und -trainer
- Severin Freund (* 1988), Skispringer

### Personen mit Bezug zur Stadt
- Robert Zillner (* 1985), Fußballprofi, spielte in der Jugend beim TSV Waldkirchen
- Michael Simon Reis (* 1984), Koch, hat für das Restaurant Johanns im Modehaus Garhammer einen Michelinstern erkocht